# Stanisław Czubiński
Stanisław Czubiński (ur. 25 kwietnia 1893 w Mętowie k. Lublina, zm. wiosną 1940 w Katyniu) – major łączności Wojska Polskiego, działacz niepodległościowy, ofiara zbrodni katyńskiej.

## Życiorys
Urodził się w rodzinie Franciszka i Salomei ze Szlagowskich. Absolwent gimnazjum w Lublinie (1913). Student Wydziału Nauk Humanistycznych KUL. W latach 1915–1918 w I Brygadzie Legionów. Ukończył kurs dla telegrafistów i szkołę podoficerską. Od 1918 w WP. W latach 1919–1920 służył w 18, 10 i 1 Dywizji Piechoty. Walczył na wojnie z bolszewikami. 19 stycznia 1921 roku został zatwierdzony z dniem 1 kwietnia 1920 roku w stopniu porucznika, w wojskach łączności, w grupie oficerów byłych Legionów Polskich.
3 maja 1922 roku został zweryfikowany w stopniu porucznika ze starszeństwem z dniem 1 czerwca 1919 roku i 89. lokatą w korpusie oficerów łączności, a jego oddziałem macierzystym był 1 pułk łączności. W 1923 roku pełnił obowiązki komendanta kadry kompanii zapasowej I batalionu radiotelegraficznego w Beniaminowie. Ukończył kurs oficerski przy 1 pułku radiotelegraficznym. 19 marca 1928 roku został mianowany kapitanem ze starszeństwem z dniem 1 stycznia 1928 roku i 8. lokatą w korpusie oficerów łączności. Pełnił wówczas służbę w pułku radiotelegraficznym. W 1932 roku był szefem łączności 26 Dywizji Piechoty w Skierniewicach. 27 czerwca 1935 roku awansował do stopnia majora ze starszeństwem z dniem 1 stycznia 1935 roku i 7. lokatą w korpusie oficerów łączności. W marcu 1939 roku był dowódcą I batalionu radiotelegraficznego pułku radiotelegraficznego w Warszawie. We wrześniu 1939 roku, po zakończeniu mobilizacji, pozostał w Ośrodku Zapasowym Radio w Warszawie.
W czasie kampanii wrześniowej 1939 roku, po agresji ZSRR na Polskę, w nieznanych okolicznościach wzięty do niewoli radzieckiej. Osadzono go w obozie jenieckim w Kozielsku. Między 7 a 9 kwietnia 1940 roku przekazany do dyspozycji naczelnika smoleńskiego obwodu NKWD – lista wywózkowa LW 015/2 poz. 23, akta osobowe nr 4322 z 5 kwietnia 1940 roku. Został zamordowany między 9 a 11 kwietnia 1940 roku przez funkcjonariuszy NKWD w lesie katyńskim i pogrzebany w bezimiennej mogile zbiorowej, gdzie od 28 lipca 2000 roku mieści się oficjalnie Polski Cmentarz Wojenny w Katyniu. W miejscu tym prowadzone były ekshumacje i prace archeologiczne. Jego nazwisko znajduje się w wysłanym z Katynia do Krakowa i opublikowanym w dniach 27–29 maja 1943 roku wykazie pierwotnie niezidentyfikowanych ofiar, których dane osobowe zostały ustalone w trakcie badań w laboratorium. Nazwisko Czubińskiego znajduje się na liście ofiar w Gońcu Krakowskim nr 122 z kwietnia 1943 roku i w Nowym Kurierze Warszawskim nr 127 z 1943 roku. W obu gazetach nr na liście ofiar to 464, który został nadany podczas ekshumacji prowadzonej przez Niemców w 1943 roku. Przy zwłokach Stanisława Czubińskiego zostały odnalezione: 2 kalend. kieszonkowe, okulary oraz cygarniczka.

Był żonaty z Jadwigą z Lindermanów, z którą miał córkę Barbarę i syna Andrzeja.
5 października 2007 roku minister obrony narodowej Aleksander Szczygło mianował go pośmiertnie na stopień podpułkownika. Awans został ogłoszony 9 listopada 2007 roku w Warszawie, w trakcie uroczystości „Katyń Pamiętamy – Uczcijmy Pamięć Bohaterów”.

## Ordery i odznaczenia
- Krzyż Niepodległości – 13 kwietnia 1931 „za pracę w dziele odzyskania niepodległości”[28]
- Krzyż Walecznych dwukrotnie[1]
- Złoty Krzyż Zasługi – 18 lutego 1939 „za zasługi na polu pracy społecznej”[29]
- Srebrny Krzyż Zasługi – 10 listopada 1928[30]
- Krzyż Kampanii Wrześniowej – pośmiertnie 1 stycznia 1986[31]

## Upamiętnienie
W ramach akcji „Katyń... pamiętamy” / „Katyń... Ocalić od zapomnienia”, został posadzony Dąb Pamięci przez Sołectwo w Marcinkowie, honorujący Stanisława Czubińskiego. Certyfikat nr 000533/000361/WE/2008.